# Hermies
Hermies ist eine französische Gemeinde mit 1.076 Einwohnern (Stand: 1. Januar 2022) im Département Pas-de-Calais in der Region Hauts-de-France. Sie gehört zum Arrondissement Arras und zum Kanton Bapaume. Die Einwohner werden Herminois genannt.

## Geographie
Die Gemeinde Hermies liegt etwa 15 Kilometer westsüdwestlich von Cambrai am Canal du Nord und an der Grenze zu einer Exklave des Départements Nord. Umgeben wird Hermies von den Nachbargemeinden Doignies und Boursies im Norden, Havrincourt im Osten, Ruyaulcourt im Süden, Bertincourt im Südwesten sowie Beaumetz-lès-Cambrai im Westen und Nordwesten. Durch den äußersten Süden der Gemeinde Hermies führt die Autoroute A2.

## Bevölkerungsentwicklung
| Jahr                       | 1962 | 1968 | 1975 | 1982 | 1990 | 1999 | 2006 | 2013 | 2022 |
| Einwohner                  | 1360 | 1287 | 1263 | 1189 | 1138 | 1130 | 1150 | 1167 | 1076 |
| Quellen: Cassini und INSEE |      |      |      |      |      |      |      |      |      |

## Sehenswürdigkeiten
- Kirche Notre-Dame, nach dem Ersten Weltkrieg wieder errichtet
- Kirche Notre-Dame im Ortsteil Demicourt
- Wasserturm

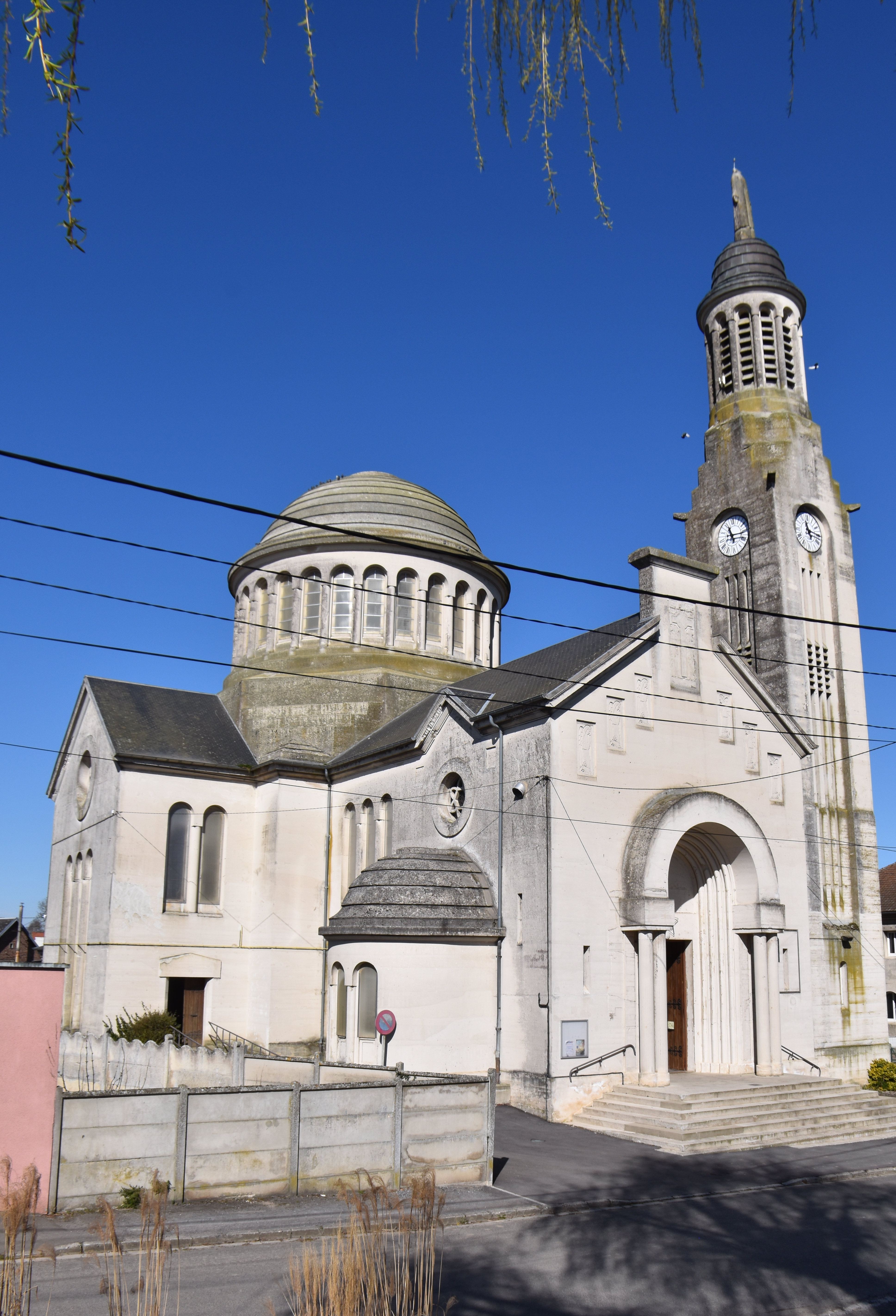
Kirche Notre-Dame
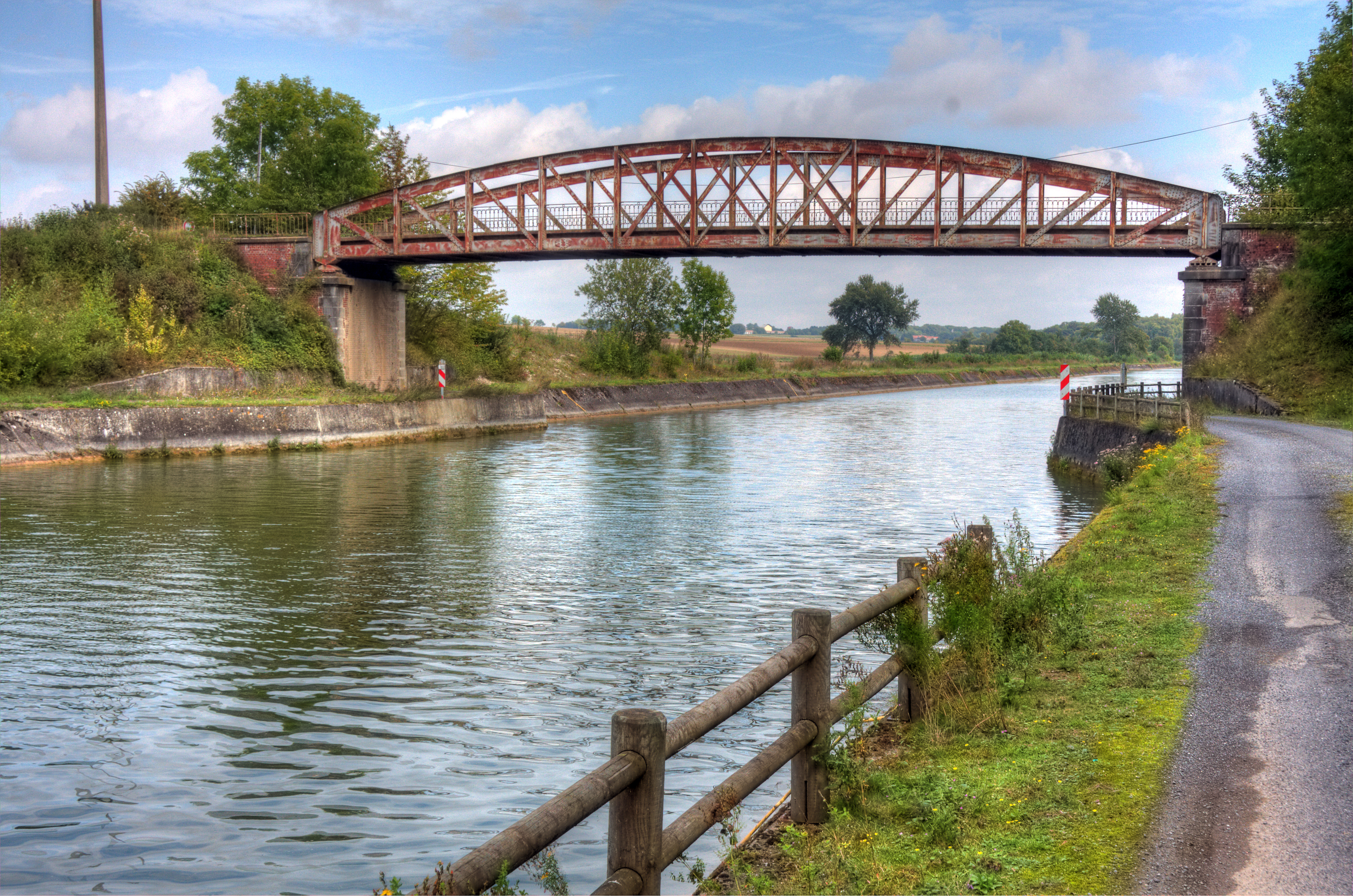
Brücke über den Canal du Nord
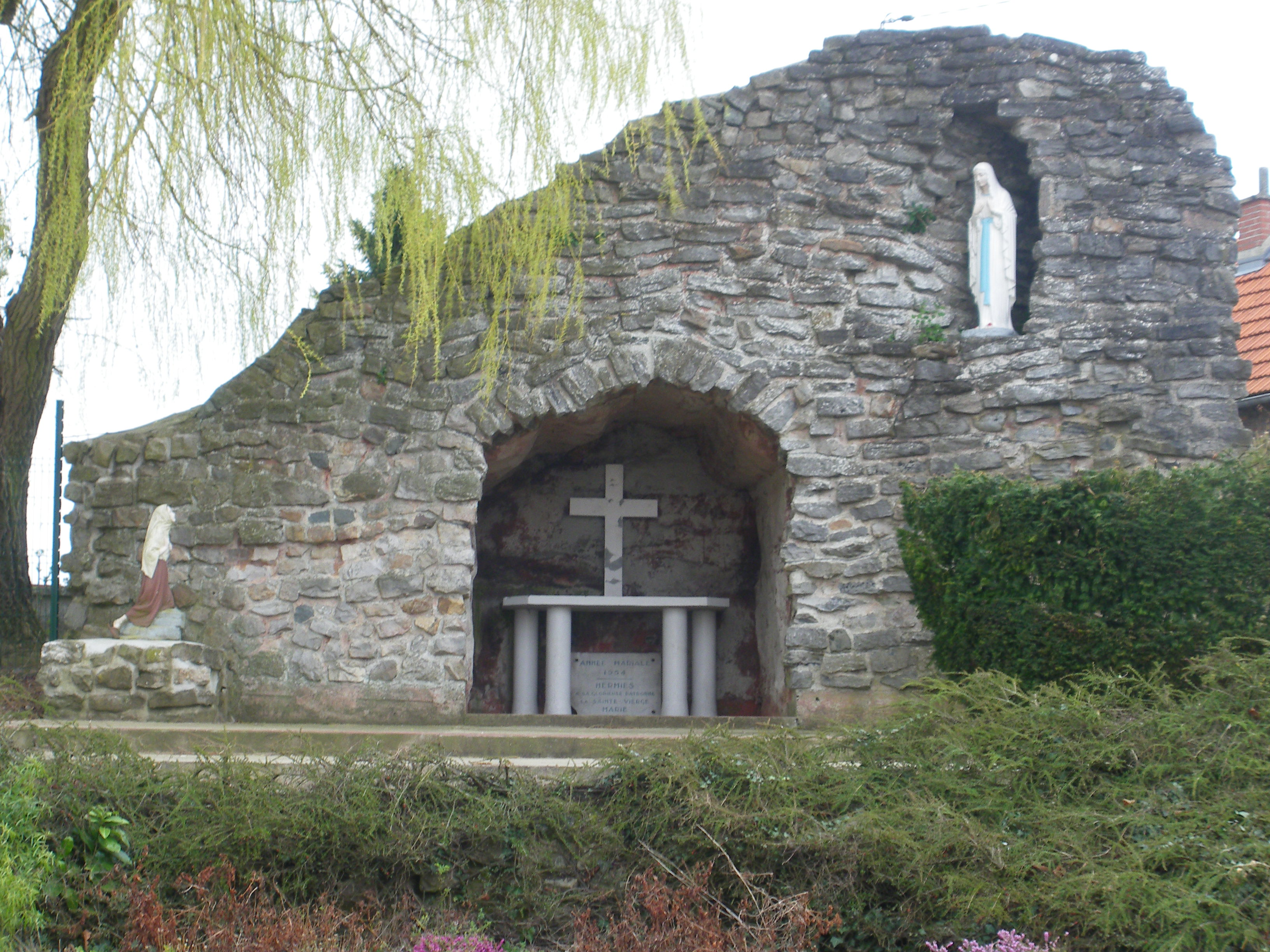
Replik einer Lourdes-Grotte
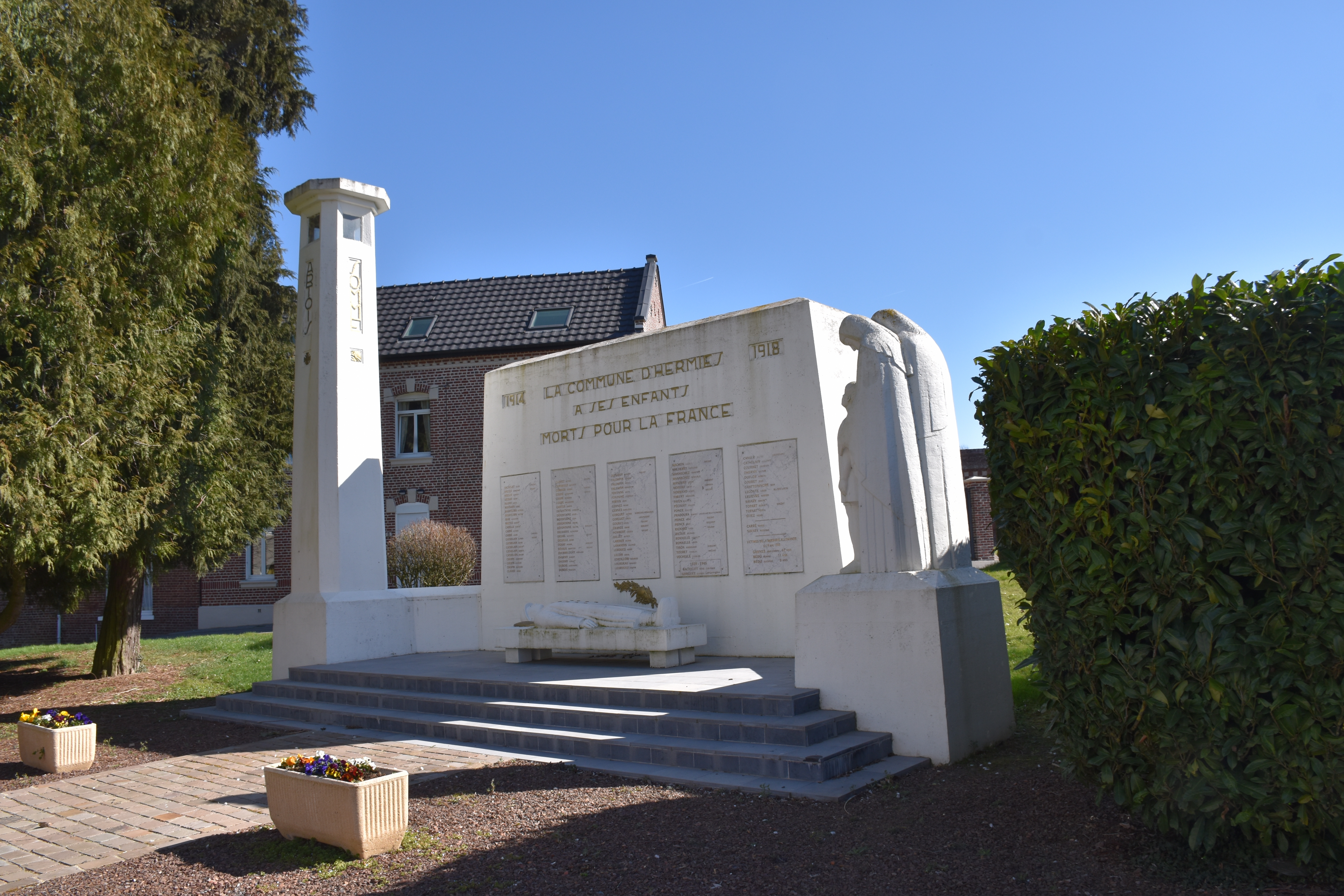
Gefallenendenkmal